# Platydoras brachylecis
Platydoras brachylecis es una especie de peces de la familia Doradidae en el orden de los Siluriformes.

## Morfología
• Los machos pueden llegar alcanzar los 21,6 cm de longitud total.

## Hábitat
Es un pez de agua dulce y de clima tropical.

## Distribución geográfica
Se encuentran en Sudamérica:  cuencas de los ríos  Mearin,  Pindas,  Itapecuru y  Parnaíba (noreste de Brasil ).